# Eva Longoria
Eva Jacqueline Longoria (Corpus Christi, Texas, 1975. március 15. –)  mexikói származású amerikai színésznő.
Legismertebb szerepe Gabrielle Solis az ABC Született feleségek című drámasorozatában. Alakításával egy Golden Globe-jelölést szerzett. 

## Fiatalkora és családja
Eva Jacqueline Longoria néven született, a mexikói származású Enrigue Longoria Jr. és Ella Eva Mirales gyermekeként. Három nővére van: Elizabeth, Emily és Esmeralda. Távolabbi ősei asztúriai bevándorlók voltak Mexikóban. Római katolikus szellemben nevelték. 
1998-ban megnyerte a Miss Corpus Christi szépségversenyt.  A texasi A&M Egyetemen diplomázott kineziológia szakon. Miután elvégezte a főiskolát, elindult egy tehetségkutató versenyen, aminek köszönhetően Los Angelesbe került és hamarosan felfigyeltek rá.

## Magánélete
2002 és 2004 között Tyler Christopher házastársa volt, akit a General Hospital című sorozat forgatásán ismert meg.
2004-ben megismerkedett Tony Parker kosárlabda-játékossal, 2006-ban eljegyezték egymást. Az esküvőt 2007. június 7-én tartották Párizsban. 2010. november 10-én Longoria kibékíthetetlen ellentétekre hivatkozva beadta a válókeresetet. A házasság felbontásával kérte leánykori nevének visszaállítását, mivel felvette volt férje vezetéknevét.
Amikor a CNN HERO-s műsorában a riporter váratlanul a történekről kérdezte, összetört: „Az én családomban a házasságot valóban szent dolognak tekintik, a válás pedig egyenesen elképzelhetetlen. Sokszor mondtuk nevetve: inkább megölöm, de el nem válok” – mondta elérzékenyülve. Ez volt az első alkalom, hogy nyilvánosan beszélt a történtekről. „Összetörte a szívemet… elnézést, ha elérzékenyülök, most beszélek erről először… Nagy csalódás volt, hiszen engem Mrs. Parkernak hívtak, és azonosultam is ezzel a személlyel. Így hát, amikor ezt a nevet elvesztettem, felmerült a kérdés bennem: ki is vagyok én valójában? Mindenki arra biztat, gyűlöljem a volt férjemet, hogy kitörölhessem az emlékét, de képtelen vagyok rá. Csak a legjobbat kívánom neki” – zárta le a témát.
2015. december 13-án bejelentette eljegyzésüket José Antonio "Pepe" Bastón Patiño mexikói üzletemberrel. 2016. május 21-én összeházasodtak. A színésznő 2017-ben jelentette be, hogy várandós első gyermekükkel. 2018. június 19-én született meg fia, Santiago.

## Filmográfia

### Film
| Év   | Magyar cím                                                                    | Eredeti cím                                                        | Szerep                        | Magyar hang        |
| ---- | ----------------------------------------------------------------------------- | ------------------------------------------------------------------ | ----------------------------- | ------------------ |
| 2003 |                                                                               | Snitch'd                                                           | Gabby                         |                    |
| 2004 |                                                                               | Señorita Justice                                                   | Roselyn Martinez nyomozó      |                    |
| 2004 | Carlita titka                                                                 | Carlita's Secret                                                   | Carlita / Lexus               | Pápai Erika        |
| 2005 | Nehéz idők                                                                    | Harsh Times                                                        | Sylvia                        | Pápai Erika        |
| 2006 | A testőr                                                                      | The Sentinel                                                       | Jill Marin                    | Pápai Erika        |
| 2007 | Agyő, nagy ő!                                                                 | The Heartbreak Kid                                                 | Consuela Cantrow              | Peller Anna        |
| 2008 | Csak a testeden át!                                                           | Over Her Dead Body                                                 | Kate Spencer                  | Pápai Erika        |
| 2008 | Alulképző                                                                     | Lower Learning                                                     | Rebecca Seabrook              | Pápai Erika        |
| 2011 | Nők akcióban                                                                  | Without Men                                                        | Rosalba Viuda de Patiño       | Pápai Erika        |
| 2011 | Karácsony Artúr                                                               | Arthur Christmas                                                   | De Silva rendőrfőnök (hangja) |                    |
| 2012 |                                                                               | For Greater Glory                                                  | Tulita Gorostieta             |                    |
| 2012 |                                                                               | Foodfight!                                                         | Lady X / Priscilla (hangja)   |                    |
| 2012 | Számkivetettek                                                                | The Baytown Outlaws                                                | Celeste Martin                | Berkes Boglárka    |
| 2012 |                                                                               | Crazy Kind of Love                                                 | Marion Hughes                 |                    |
| 2013 | Sötét titok                                                                   | A Dark Truth                                                       | Mia Francis                   | Németh Borbála     |
| 2013 | Hamarosan...                                                                  | In a World...                                                      | Önmaga                        | Pápai Erika        |
| 2014 |                                                                               | Frontera                                                           | Paulina Ramirez               |                    |
| 2015 |                                                                               | Any Day                                                            | Jolene                        |                    |
| 2015 |                                                                               | Visions                                                            | Eileen                        |                    |
| 2016 |                                                                               | Lowriders                                                          | Gloria Alvarez                |                    |
| 2016 |                                                                               | Un Cuento de Circo & A Love Song                                   | Angela                        |                    |
| 2018 | Átejtve                                                                       | Overboard                                                          | Theresa                       | Peller Anna        |
| 2018 | Kutya egy nyár                                                                | Dog Days                                                           | Grace                         | Pápai Erika        |
| 2019 | Dóra és az elveszett Aranyváros                                               | Dora and the Lost City of Gold                                     | Elena Márquez                 | Pápai Erika        |
| 2020 | Sylvie szerelme                                                               | Sylvie's Love                                                      | Carmen                        |                    |
| 2021 |                                                                               | Rita Moreno: Just a Girl Who Decided to Go for It (dokumentumfilm) | önmaga                        |                    |
| 2021 | Bébi úr: Családi ügy                                                          | The Boss Baby: Family Business                                     | Carol Templeton (hangja)      | Kisfalvi Krisztina |
| 2022 |                                                                               | Unplugging                                                         | Jeanine Dewerson              |                    |
| 2022 | Aristotle és Dante a világmindenség titkainak nyomában                        | Aristotle and Dante Discover the Secrets of the Universe           | Soledad Quintana              | Pápai Erika        |
| 2022 |                                                                               | Tell It Like a Woman                                               | Ana                           |                    |
| 2025 | Alexander és az ő szörnyű, borzalmas, egyáltalán nem jó, nagyon rossz utazása | Alexander and the Terrible, Horrible, No Good, Very Bad Road Trip  | Val Garcia                    |                    |
| 2025 |                                                                               | War of the Worlds                                                  | Sandra Salas                  |                    |
| 2025 | A fuvar                                                                       | The Pickup                                                         | Natalie Pierce                | Pápai Erika        |

### Televízió
| Év        | Magyar cím                           | Eredeti cím                          | Szerep                    | Megjegyzések                                |
| --------- | ------------------------------------ | ------------------------------------ | ------------------------- | ------------------------------------------- |
| 2000      | Beverly Hills 90210                  | Beverly Hills, 90210                 | légiutas-kísérő           | 1 epizód                                    |
| 2000      |                                      | General Hospital                     | Brenda Barrett Lookalike  | 1 epizód                                    |
| 2001–2003 | Nyughatatlan fiatalok                | The Young and the Restless           | Isabella Braña            | állandó szereplő                            |
| 2003–2004 |                                      | L.A. Dragnet                         | Gloria Duran nyomozó      | főszereplő                                  |
| 2004      | A gyűrű titka                        | The Dead Will Tell                   | Jeanie                    | - tévéfilm - magyar hangja: - Mezei Kitty   |
| 2004–2012 | Született feleségek                  | Desperate Housewives                 | Gabrielle Solis           | - főszereplő - magyar hangja: - Pápai Erika |
| 2005      | Saturday Night Live                  | Saturday Night Live                  | önmaga                    | házigazda (1. epizód)                       |
| 2006      |                                      | George Lopez                         | Brooke                    | 1 epizód                                    |
| 2008      |                                      | Childrens Hospital                   | új főnök                  | 1 epizód                                    |
| 2009      | Fort Boyard                          | Fort Boyard                          | önmaga                    | 1 epizód                                    |
| 2010      |                                      | MTV Europe Music Awards 2010         | önmaga                    | házigazda                                   |
| 2013      | Amerikai mesterszakács               | MasterChef                           | önmaga                    | 1 epizód                                    |
| 2013      |                                      | Welcome to the Family                | Ana Nunez                 | 1 epizód                                    |
| 2013      | A Simpson család                     | The Simpsons                         | Isabel Gutierrez (hangja) | 1 epizód                                    |
| 2013–2014 |                                      | Mother Up!                           | Rudi Wilson (hangja)      | főszereplő                                  |
| 2014–2015 | Brooklyn 99 – Nemszázas körzet       | Brooklyn Nine-Nine                   | Sophia Perez              | 2. évad (4 epizód)                          |
| 2015–2016 | Telenovella                          | Telenovela                           | Ana Sofia Calderón        | főszereplő                                  |
| 2015–2016 |                                      | Versus                               | nem szerepel              | rövidfilm-sorozat rendező és producer       |
| 2016      | Playback párbaj                      | Lip Sync Battle                      | önmaga                    | 2 epizód                                    |
| 2016      | Született szobalányok                | Devious Maids                        | önmaga                    | 1 epizód                                    |
| 2016      |                                      | Maya & Marty                         | több szerep               | 1 epizód                                    |
| 2017      |                                      | Decline and Fall                     | Margot Beste-Chetwynde    | minisorozat (3 epizód)                      |
| 2017      | Empire                               | Empire                               | Charlotte Frost           | 3 epizód                                    |
| 2018      | Szeplőtelen Jane                     | Jane the Virgin                      | önmaga                    | 1 epizód                                    |
| 2018      | BoJack Horseman                      | BoJack Horseman                      | Yolanda anyja (hangja)    | 1 epizód                                    |
| 2019      | Grand Hotel                          | Grand Hotel                          | Beatriz Mendoza           | 3 epizód                                    |
| 2020      |                                      | Flipped                              | Fidelia                   | 2 epizód                                    |
| 2020      | Vígjátékok találkozása               | Game On: A Comedy Crossover Event    | Gia                       | 1 epizód                                    |
| 2022      | A Proud család: Kamaszok és panaszok | The Proud Family: Louder and Prouder | Melrose Avanúñez (hangja) | 1 epizód                                    |
| 2023      | Eva Longoria felfalja Mexikót        | Eva Longoria: Searching for Mexico   | házigazda                 | 6 epizód                                    |
| 2024      |                                      | Land of Women                        | Gala                      | főszereplő és vezető producer               |
| 2024      | Gyilkos a házban                     | Only Murders in the Building         | önmaga (Mabel szerepében) | visszatérő szerep (4. évad)                 |